# Ferdinand Zirkel
Ferdinand Zirkel (Bonn, 20 de março de 1838 — Bonn, 12 de junho de 1912) foi um geólogo e petrólogo alemão. Foi laureado com a medalha Wollaston de 1898 pela Sociedade Geológica de Londres.

## Carreira
Após a formatura, Zirkel estava envolvido no ensino de geologia e mineralogia em Viena na Geological Institution. Sua jornada para a Islândia, juntamente com viagens para as Ilhas Faroé, Escócia e Inglaterra, e um encontro com Henry Clifton Sorby, o levaram da mineração ao estudo da petrografia microscópica, então uma ciência comparativamente nova.
Tornou-se professor de geologia em 1863 na Universidade de Lemberg, em 1868 na Universidade de Kiel, e em 1870 foi nomeado professor de mineralogia e geologia na Universidade de Leipzig.  Ele viajou para estudar na França, Itália e Escócia; veio aos Estados Unidos em 1874 para examinar as grandes coleções de minerais feitas durante a exploração do quadragésimo grau de latitude; e em 1894-95 realizou investigações científicas no Ceilão e na Índia.
Sepultado no Alter Friedhof Bonn.

## Obras
- "Geologische Skizze van der Westkiisle Schottlands", 1871
- "Die Struktur der Variolite", 1875
- "Microscopical Petrography" 1876
- "Limurit aus der Vallee de Lesponne", 1879
- "Über den Zirkon", 1880
- "Lehrbuch der Petrographie", 1866
- "Die mikroskopische Beschaffenheit der Mineralien und Gesteine" 1873